# Koochiching County
Koochiching County är ett administrativt område i delstaten Minnesota i USA, med 13 311 invånare.  Den administrativa huvudorten (county seat) är International Falls.
Del av Voyageurs nationalpark ligger i countyt.

## Politik
Koochiching County tenderar att rösta på demokraterna. I presidentvalet 2016 vann dock republikanernas kandidat området med siffrorna 56,1 procent mot 36,2 för demokraternas kandidat. Detta är den största segern i området för en republikansk kandidat någonsin. Området har röstat för demokraterna i samtliga presidentval sedan 1932 utom valen 1972, 2000 och 2016.

## Geografi
Enligt United States Census Bureau har countyt en total area på 8 170 km². 8 035 km² av den arean är land och 135 km² är vatten.

### Angränsande countyn
- Saint Louis County - öst
- Itasca County - syd
- Beltrami County - sydväst
- Ontario, Kanada - nord